# Disciphania appendiculata
Disciphania appendiculata är en tvåhjärtbladig växtart som beskrevs av Friedrich Ludwig Diels. Disciphania appendiculata ingår i släktet Disciphania och familjen Menispermaceae. Inga underarter finns listade i Catalogue of Life.